# ラインウィーバー＝バークプロット
生化学において、ラインウィーバー＝バークプロット（英: Lineweaver–Burk plot）は、酵素反応速度論のラインウィーバー＝バークの式のグラフ表示である。1934年にハンス・ラインウィーバーとディーン・バークによって記述された。二重逆数プロットとも呼ばれる。

## 導出
ラインウィーバー＝バークプロットは、ミカエリス・メンテン式
{\displaystyle V={\frac {V_{\mathrm {max} }[S]}{K_{m}+[S]}}}
の解析に有用なグラフ的手法である。
両辺の逆数を取ると、
{\displaystyle {\frac {1}{V}}={\frac {K_{m}+[S]}{V_{\mathrm {max} }[S]}}={\frac {K_{m}}{V_{\mathrm {max} }}}{\frac {1}{[S]}}+{\frac {1}{V_{\mathrm {max} }}}}
となる。上式においてVは反応速度、Kmはミカエリス・メンテン定数、Vmaxは最大反応速度、[S] は基質濃度である。

## 使用と特徴
強力な計算機や非線型回帰ソフトウェアが広く利用可能になる前、ラインウィーバー＝バークプロットはKmやVmaxといった酵素反応速度論における重要な項を決定するために広く使われていた。グラフのy切片はVmaxの逆数と等しく、グラフのx切片は−1/Kmを表わす。また、様々な酵素阻害の形式を視覚的な印象として素早く与える。
この両逆数プロットはデータの誤差構造を歪めるため、酵素反応速度論のパラメータを決定する方法として信頼できない。反応速度に関するデータを描写するためには今でも使用されているものの、非線型回帰あるいはヘインズ＝ウルフプロットあるいはイーディー＝ホフステー図といったミカエリス・メンテン式の代替となる線型形式がパラメータの計算のために一般的に使われている。
酵素阻害の種類を決定するために使用すると、ラインウィーバー＝バークプロットは競合、非競合、不競合阻害剤を区別することができる。競合阻害剤は阻害を受けていない酵素と同じy切片を持つが（競合阻害剤はVmaxに影響を与えないため、Vmaxの逆数も変化しない）、2組のデータ間で傾きとx切片に違いがある。非競合阻害剤は阻害を受けていない酵素と同じx-切片を与えるが（Kmが影響を受けない）、傾きとy切片が異なる。不競合阻害剤はy軸とx軸両方の切片に違いが出る。

## 問題点
ラインウィーバー＝バークプロットは古い教科書では古典的に用いられているが、間違いが生まれやすい。y軸が反応速度の逆数を取るため、測定における小さな誤差が増幅される。また、プロット上の多くの点がy軸の右側に遠く離れた位置にあるため（溶解性に限度があるため [S] が大きな値を取れず、ゆえに1/[S] が小さな値を取れない）、x切片およびy切片を得るために大きな外挿が要求される。